# Johnnie Walker Blue Label
Johnnie Walker Blue Label és un whisky escocès altament valorat i reconegut a nivell mundial per la seva excepcional qualitat i sabor distintiu. Pertanyent a la famosa marca Johnnie Walker, el Blue Label és considerat un dels productes més premium dins de la seva gamma.
La història de Johnnie Walker es remunta al segle XIX, quan John Walker, un comerciant d'epiceries, va començar a vendre whisky als seus clients. Amb el pas del temps, la seva reputació va créixer, i el seu fill Alexander va expandir el negoci, consolidant la marca com una de les més importants en el món del whisky.
El Blue Label va ser introduït al mercat el 1992 com una expressió ultra-premium de la marca Johnnie Walker. Es distingeix per la seva combinació exquisita de malts escocesos seleccionats a mà per als seus perfils de sabor únics i excepcionals. La seva producció es realitza amb molta cura i atenció als detalls, utilitzant tècniques tradicionals que han estat refinades al llarg dels anys.
El Blue Label es caracteritza per una aroma ric i complex, amb notes de fruites seques, espècies, fruites vermelles i un toc subtil de fum. En boca, ofereix una experiència suau i sedosa, amb sabors de mel, fruita madura, vainilla i fruits secs, tot acompanyat d'una textura cremosa i refinada. El final és llarg i elegant, amb un regust persistent i satisfactori.
Aquest whisky és presentat en una elegant ampolla de vidre gruixut, decorada amb detalls en color blau que reflecteixen la seva exclusivitat i distinció. Cada ampolla de Blue Label és numerada individualment i embotellada a mà, subratllant el seu caràcter artesanal i la seva qualitat premium.
El Johnnie Walker Blue Label s'ha convertit en un símbol de luxe i estatus social, sent una opció popular per a regals especials i ocasions especials. És apreciat per amants del whisky i col·leccionistes de tot el món, que busquen experiències de tast inoblidables i exclusives.
A més del seu perfil de sabor excepcional, el Blue Label també ha estat reconegut amb nombrosos premis i distincions de la indústria, destacant la seva excel·lència i superioritat en el món del whisky.
En conclusió, el Johnnie Walker Blue Label representa el pinacle de l'art del whisky escocès, capturant la rica història i la tradició de la marca Johnnie Walker en una experiència de tast incomparable. És una obra mestra de destil·lació que continua captivat i deleitant els paladars dels amants del whisky exigents en tot el món.